# Vlačna čvrstoća
Vlačna čvrstoća (oznaka: σM) je osnovno mehaničko svojstvo materijala, uz granicu razvlačenja, na osnovu kojeg se materijali vrednuju prema njihovoj mehaničkoj otpornosti na naprezanje. Vlačna čvrstoća predstavlja omjer maksimalne postignute sile pri vlačnom ispitivanju na kidalici i ploštine početnog presjeka ispitnog uzorka ili epruvete. Ona je suprotna vrijednost od tlačne čvrstoće.

## Vlačno ispitivanje
Vlačno ispitivanje je postupak ispitivanja mehaničkih svojstava na kidalici, kojim se utvrđuju glavna svojstva koja karakteriziraju mehaničku otpornost materijala, ali i njihovu deformabilnost. Iz materijala koji želimo ispitati izrađuje se uzorak za ispitivanje propisanog oblika i dimenzija, a to je epruveta ili ispitni uzorak. Najčešće je to (ovisno o obliku poluproizvoda) ispitni uzorak valjkastog oblika, kod kojega su promjer i mjerna duljina u određenom razmjeru. Na kidalici se direktno mjeri vlačna čvrstoća materijala σM, produljenje ispitnog uzorka ΔL i suženje poprečnog presjeka uzorka ΔA. Iz rezultata vlačnog ispitivanja mogu se odrediti Youngov modul elastičnosti E, Poissonov omjer υ, granica razvlačenja i rad plastične deformacije.

### Ispitni uzorak ili epruveta
Početna mjerna duljina ispitnog uzorka ili epruvete za kratke proporcionalne epruvete iznosi L0/d0 = 5, a za duge proporcionalne epruvete iznosi L0/d0 = 10, gdje je d0 promjer epruvete. Početna mjerna duljina epruvete za neproporcionalne epruvete ne ovisi o promjeru d0. Epruvete za žice i štapove promjera do 4 mm moraju imati početnu mjernu duljinu L0 = 200 ± 2 mm ili L0 = 100 ± 1 mm. Ispitni uzorci za limove i trake debljine od 0,1 do 3 mm izrezuju se na širinu 12,5 odnosno 20 mm, s početnom mjernom duljinom L0 od 50 do 80 mm i ispitnom duljinom 75 odnosno 120 mm. 
Pored standardnih epruveta za ispitivanje vlačne čvrstoće, služe i tehničke epruvete. To su lanci, čelična užad, cijevi, različiti profili, žica, gotovi strojni dijelovi itd. Te epruvete se posebno ne obrađuju, već se ispitivanje vrši u stanju u kojem se ugrađuju u konstrukciju. Standardne epruvete se izrađuju obilnim hlađenjem da se struktura materijala ne
promijeni, jer ona utječe na čvrstoću. Površina tijela mora biti fino obrađena bez ogrebotina i tragova obradbe, a prijelaz s tijela na glavu epruvete mora biti izveden s propisanim zaobljenjem r.

### Dijagram naprezanja
Dijagram naprezanja prikazuje međusobnu ovisnost σ - vlačnog naprezanja i ε - relativnog produljenja ili linijske vlačne deformacije. U materijalu koji je opterećen nekom silom F nastaju naprezanja σ koja uzrokuju njegovo rastezanje. Naprezanje σ je omjer sile F i ploštine A presjeka štapa ili šipke (okomitog na smjer sile).
{\displaystyle \sigma ={\frac {F}{A}}}
Zbog djelovanja sile F (a time nastalog naprezanja σ) štap ili šipka će se od početne duljine Lo rastegnuti na duljinu L. Tako je produljenje štapa ili šipke: 
{\displaystyle \varepsilon ={\frac {\Delta L}{L_{0}}}={\frac {L-L_{0}}{L_{0}}}}
Relativno produljenje ε (duljinska ili uzdužna deformacija) štapa ili šipke je produljenje s obzirom na početnu duljinu Lo. Početno je naprezanje linearno (deformacija je izravno razmjerna naprezanju). U području linearnog rastezanja (Hookeov zakon) materijal je elastičan i nakon prestanka djelovanja sile, odnosno naprezanja, on se vraća u početno stanje. Youngov modul elastičnosti je omjer naprezanja i relativnog produljenja (u području elastičnosti).
Tehnička granica elastičnosti je naprezanje pri kojem osjetljiva mjerila osjete prvo primjetno trajno produljenje materijala (pri još nepromijenjenom presjeku Ao). Nakon te granice (obično na kraju linearnog rastezanja) materijal se rasteže plastično i nakon prestanka djelovanja sile ne vraća se više na početnu duljinu Lo, već ostaje određeno trajno produljenje, uz suženje presjeka, A < Ao).

## Vrijednosti vlačne čvrstoće nekih materijala
| Materijal                                               | Granica razvlačenja (MPa) | Vlačna čvrstoća (MPa)                | Gustoća (g/cm3) |
| ------------------------------------------------------- | ------------------------- | ------------------------------------ | --------------- |
| Uže od ugljičnih vlakana                                | ?                         | 3600                                 | 1,3             |
| Konstrukcijski čelik Č 0362 (HRN)                       | 250                       | 400                                  | 7,8             |
| Čelik za poboljšanje Č 1630 (HRN)                       | 420-550                   | 750-900                              | 7,8             |
| Micro-Melt® 10 alatni čelik (AISI A11)                  | 5171                      | 5205                                 | 7,45            |
| 2800 Maraging čelik                                     | 2617                      | 2693                                 | 8,00            |
| Čelik AerMet 340                                        | 2160                      | 2430                                 | 7,86            |
| Sandvik Sanicro 36Mo kvalitetna žica                    | 1758                      | 2070                                 | 8,00            |
| AISI 4130 čelik, gašen vodom na 855°C, kaljen na 480°C  | 951                       | 1110                                 | 7,85            |
| Titanij 11 (Ti-6Al-2Sn-1,5Zr-1Mo-0,35Bi-0,1Si), odležan | 940                       | 1040                                 | 4,50            |
| Čelik, API 5L X65                                       | 448                       | 531                                  | 7,8             |
| Čelik, visoko poboljšana legura ASTM A514               | 690                       | 760                                  | 7,8             |
| Polietilen velike gustoće (HDPE)                        | 26-33                     | 37                                   | 0,95            |
| Polipropilen                                            | 12-43                     | 19,7-80                              | 0,91            |
| Nehrđajući čelik AISI 302 - hladno valjan               | 520                       | 860                                  | 8,19            |
| Lijevano željezo 4,5% C, ASTM A-48                      | 130                       | 200                                  |                 |
| Legura "Tekući metal"                                   | 1723                      | 550-1600                             | 6,1             |
| Berilij 99,9% Be                                        | 345                       | 448                                  | 1,84            |
| Aluminijska legura 2014-T6                              | 414                       | 483                                  | 2,8             |
| Aluminijska legura 6063-T6                              |                           | 248                                  | 2,63            |
| Bakar 99,9% Cu                                          | 70                        | 220                                  | 8,92            |
| Legura bakra i nikla 10% Ni, 1,6% Fe, 1% Mn, ostatak Cu | 130                       | 350                                  | 8,94            |
| Mjed                                                    | 200                       | 550                                  | 5,3             |
| Volfram                                                 |                           | 1510                                 | 19,25           |
| Staklo                                                  |                           | 33                                   | 2,53            |
| Stakloplastika E                                        |                           | 1500 za laminat, 3450 za sama vlakna | 2,57            |
| Stakloplastika S                                        |                           | 4710                                 | 2,48            |
| Bazaltna vlakna                                         |                           | 4840                                 | 2.7             |
| Mramor                                                  |                           | 15                                   |                 |
| Beton                                                   |                           | 3                                    | 2,7             |
| Ugljična vlakna                                         |                           | 1600 za laminat, 4137 za sama vlakna | 1,75            |
| Ugljična vlakna (Toray T1000G)                          |                           | 6370                                 | 1,80            |
| Ljudska kosa                                            |                           | 380                                  |                 |
| Bambus                                                  |                           | 350-500                              | 0,4             |
| Paukova mreža                                           |                           | 1000                                 | 1,3             |
| Mreža Darwinovog pauka                                  | 1652                      |                                      |                 |
| Prirodna svila                                          | 500                       |                                      | 1,3             |
| Aramid (Kevlar ili Twaron)                              | 3620                      | 2757                                 | 1,44            |
| Polietilen visoke gustoće (UHMWPE)                      | 23                        | 46                                   | 0,97            |
| Polietilen visoke gustoće (UHMWPE) (Dyneema or Spectra) |                           | 2300-3500                            | 0,97            |
| Vectran                                                 |                           | 2850-3340                            |                 |
| Polibenzoksaksol (Zylon)                                |                           | 2700                                 | 1,56            |
| Borovo drvo (uzduž vlakana)                             |                           | 40                                   |                 |
| Kost (savitljiva)                                       | 104-121                   | 130                                  | 1,6             |
| Najlon, tip 6/6                                         | 45                        | 75                                   | 1,15            |
| Epoksidno ljepilo                                       | -                         | 12 - 30                              | -               |
| Guma                                                    | -                         | 15                                   |                 |
| Bor                                                     |                           | 3100                                 | 2,46            |
| Silicij, monokristalni (m-Si)                           |                           | 7000                                 | 2,33            |
| Silicijev karbid (SiC)                                  |                           | 3440                                 |                 |
| Optičko vlakno visoke čistoće                           |                           | 4100                                 |                 |
| Safir (Al2O3)                                           |                           | 1900                                 | 3,9-4,1         |
| Bor-nitridne nanocjevčice                               |                           | 33000                                | ?               |
| Dijamant                                                | N/A                       | 2800                                 | 3,5             |
| Grafen                                                  |                           | 130000                               | 1,0             |
| Ogromne nanocjevčice                                    |                           | 7000                                 | 0,116           |
| Ugljične nanocjevčice                                   |                           | 11000-63000                          | 0,037-1,34      |
| Kompoziti ugljičnih nanocjevčica                        |                           | 1200                                 |                 |

| Kemijski element | Youngov modul elastičnosti (GPa) | Granica razvlačenja (MPa) | Vlačna čvrstoća (MPa) |
| ---------------- | -------------------------------- | ------------------------- | --------------------- |
| silicij          | 107                              |                           | 5000–9000             |
| volfram          | 411                              | 550                       | 550–620               |
| željezo          | 211                              | 80–100                    | 350                   |
| titanij          | 120                              | 100–225                   | 240–370               |
| bakar            | 130                              | 33                        | 210                   |
| tantal           | 186                              | 180                       | 200                   |
| kositar          | 47                               | 9–14                      | 15–200                |
| cink (kovan)     | 105                              |                           | 110–200               |
| nikal            | 170                              | 14–35                     | 140–195               |
| srebro           | 83                               |                           | 170                   |
| zlato            | 79                               |                           | 100                   |
| aluminij         | 70                               | 15–20                     | 40-50                 |
| olovo            | 16                               |                           | 12                    |